# Scot Armstrong

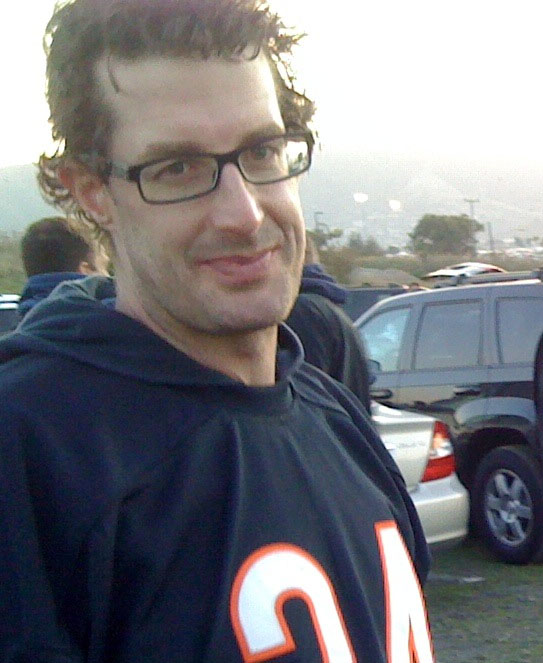
Scot Armstrong

Scot Armstrong (* 22. September 1970 in Illinois) ist ein US-amerikanischer Drehbuchautor und Filmproduzent.

## Leben
Der in Wheaton, Illinois aufgewachsene Scot Armstrong studierte unter dem Improvisationskünstler Del Close am Improv Olympic in Chicago, bevor er sich dem Upright Citizens Brigade Theater in New York City anschloss und bei einigen Bühnenstücke nicht nur mitspielte, sondern auch Regie führte. Nach seinem Umzug nach Los Angeles verblieb er beim Theater und spielte weiterhin in einigen Stücken mit.
Seit dem Jahr 2000 ist Scot Armstrong hauptsächlich als Drehbuchautor von Komödien wie Road Trip und Old School – Wir lassen absolut nichts anbrennen bekannt. Zwischenzeitlich arbeitete Armstrong für Filme wie Buddy – Der Weihnachtself und Bad Santa am Drehbuch, ohne im Abspann erwähnt zu werden. Vor allen Dingen mit Todd Phillips verbindet ihn eine langjährige Zusammenarbeit, die nahezu alle Projekte umfasst. So war er auch im 2011 erscheinenden Hangover 2 am Drehbuch beteiligt.
Armstrong lebt mit seiner Frau Kerry sowie der gemeinsamen Tochter in Los Feliz, einem Stadtteil von Los Angeles.

## Filmografie (Auswahl)
- 2000: Road Trip (Road Trip)
- 2003: Old School – Wir lassen absolut nichts anbrennen (Old School)
- 2006: Der Date Profi (School for Scoundrels)
- 2007: Nach 7 Tagen – Ausgeflittert (The Heartbreak Kid)
- 2008: Semi-Pro
- 2009: Road Trip: Beer Pong
- 2011: Hangover 2 (The Hangover: Part II)